# Mettler
Mettler és una concentració de població designada pel cens dels Estats Units a l'estat de Califòrnia. Segons el cens del 2000 tenia 157 habitants.

## Demografia
Segons el cens del 2000, Mettler tenia 157 habitants, 31 habitatges, i 30 famílies. La densitat de població era de 275,5 habitants/km².
Dels 31 habitatges en un 58,1% hi vivien nens de menys de 18 anys, en un 67,7% hi vivien parelles casades, en un 19,4% dones solteres, i en un 3,2% no eren unitats familiars. En el 3,2% dels habitatges hi vivien persones soles el 3,2% de les quals corresponia a persones de 65 anys o més que vivien soles. El nombre mitjà de persones vivint en cada habitatge era de 5,06 i el nombre mitjà de persones que vivien en cada família era de 4,77.
Per edats la població es repartia de la següent manera: un 33,8% tenia menys de 18 anys, un 14% entre 18 i 24, un 31,2% entre 25 i 44, un 15,9% de 45 a 60 i un 5,1% 65 anys o més.
L'edat mediana era de 27 anys. Per cada 100 dones de 18 o més anys hi havia 108 homes.
La renda mediana per habitatge era de 28.750 $ i la renda mediana per família de 28.750 $. Els homes tenien una renda mediana d'11.429 $ mentre que les dones 27.917 $. La renda per capita de la població era de 6.919 $. Entorn del 5,9% de les famílies i el 19,5% de la població estaven per davall del llindar de pobresa.

## Poblacions més properes
El següent diagrama mostra les poblacions més properes.